# Czesław Strumiłło
Czesław Strumiłło (ur. 17 lutego 1930 w Wilnie, zm. 30 września 2018) – polski specjalista w dziedzinie inżynierii chemicznej, profesor nauk chemicznych, twórca szkoły naukowej w dziedzinie suszarnictwa, były rektor Politechniki Łódzkiej.

## Życiorys
W 1952 ukończył studia na Wydziale Chemicznym Politechniki Łódzkiej. W 1960 roku uzyskał stopień doktora nauk technicznych, w 1966 stopień doktora habilitowanego, w 1974 roku tytuł profesora nadzwyczajnego, a w 1981 profesora zwyczajnego.
Był doktorem honoris causa Uniwersytetu w Strathclyde w Wielkiej Brytanii, Politechniki Łódzkiej oraz West Hungarian University na Węgrzech. Był członkiem rzeczywistym Polskiej Akademii Nauk. Był dwukrotnie wybierany do Komitetu Badań Naukowych, w latach 1993–1996 pełnił funkcję wiceprzewodniczącego KBN oraz przewodniczył Komisji Badań Stosowanych. Był wiceprezesem Łódzkiego Oddziału PAN, wiceprzewodniczącym Komitetu Inżynierii Chemicznej i Procesowej PAN, delegatem Polski do Drying Working Party oraz do Science Advisory Committee European Federation of Chemical Engineering. W roku 1995 otrzymał tytuł Profesora Honorowego Uniwersytetu Tianjin w Chinach.
W latach 1984–1987 pełnił funkcję prorektora, a w latach 1987–1990 rektora Politechniki Łódzkiej. W latach 1993–1999 był dziekanem Wydziału Inżynierii Procesowej i Ochrony Środowiska PŁ.
Jego działalność naukowa związana była z transportem ciepła i masy w procesach destylacji, odparowania, suszarnictwa i fluidyzacji. Jest autorem pierwszej polskiej monografii z dziedziny suszenia „Podstawy Teorii i Techniki Suszenia”. Dorobek naukowy obejmuje 250 oryginalnych publikacji, 7 podręczników i monografii związanych z inżynierią chemiczną i procesową. Wypromował 15 doktorów.
Za osiągnięcia w pracy naukowej, edytorskiej, dydaktycznej i organizatorskiej otrzymał 12 nagród Ministra Edukacji Narodowej, Nagrodę Naukową miasta Łodzi, międzynarodową nagrodę Award for Exellence in Drying Research (1994) oraz Lifetime Achievement Award (2008). Posiadał wiele odznaczeń państwowych i honorowych.
Pochowany na cmentarzu na Mani w Łodzi.

## Odznaczenia
- Krzyż Oficerski Orderu Odrodzenia Polski
- Krzyż Kawalerski Orderu Odrodzenia Polski
- Złoty Krzyż Zasługi
- Medal 40-lecia Polski Ludowej
- Medal Komisji Edukacji Narodowej
- Medal 30-lecia (Kuba)